# Europejski Reaktor Ciśnieniowy

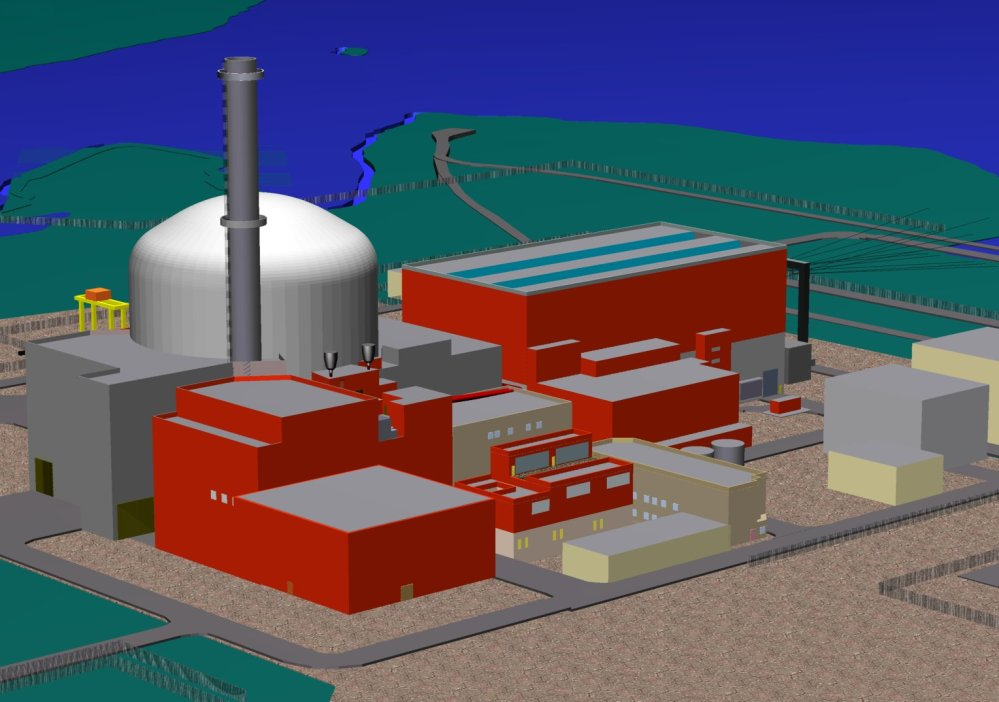
Obraz komputerowy elektrowni jądrowej EPR

Europejski Reaktor Ciśnieniowy, w skrócie EPR (ang. European Pressurized Reactor) – reaktor wodno-ciśnieniowy (PWR) trzeciej generacji. Zaprojektowany i rozwijany głównie przez koncerny Framatome (obecnie Areva) i Électricité de France (EDF) we Francji oraz Siemens AG w Niemczech.
Obecnie w fazie budowy znajdują się 4 reaktory EPR. Konstrukcja dwóch pierwszych, w Finlandii i Francji jest opóźniona z powodu kosztów. W 2009 i 2010 r. rozpoczęła się budowa dwóch dodatkowych reaktorów w Chinach.
W lipcu 2008 r. francuski prezydent zapowiedział, że z powodu wysokich cen ropy i gazu we Francji zostanie zbudowany drugi reaktor EPR. W 2009 jako lokalizację wybrano Penly, a budowa miała się rozpocząć w 2012 r. W 2010 EDF wstrzymała plany budowy elektrowni Penly 3.
We wrześniu 2019 r. jedynymi działającymi reaktorami EPR są dwa reaktory o mocy cieplnej 4590 MW i mocy elektrycznej dostarczanej do sieci energetycznej 1660 MW elektrowni w Taishan w Chinach. Oba reaktory produkują do 24 TWh energii elektrycznej rocznie.

## Budowa reaktora
| Moc cieplna                | 4500 MW |
| Moc elektryczna            | 1650 MW |
| Sprawność                  | 36%     |
| Liczba obiegów pierwotnych | 4       |
| Liczba zespołów paliwowych | 241     |
| Wypalania paliwa           | GWd/t   |
| Czas użytkowania           | 60 lat  |

Głównym celem, któremu ma służyć budowa reaktora EPR trzeciej generacji, jest zwiększenie bezpieczeństwa przy zapewnieniu zwiększonej ekonomicznej konkurencyjności poprzez wprowadzenie ulepszeń w stosunku do poprzednich reaktorów PWR i zwiększenie oddawanej mocy elektrycznej do około 1650 MWe (netto) przy mocy cieplnej 4500 MWt. Paliwem reaktora może być niskowzbogacony uran (5% 235U) lub do 50% paliwo MOX (paliwo mieszane plutonowo-uranowe). Reaktor EPR jest następcą reaktorów N4 Framatome oraz KONVOI Siemens AG.
W budowie reaktora EPR zastosowano kilka aktywnych i pasywnych środków zabezpieczających przed ewentualnymi wypadkami:
- cztery niezależne awaryjne systemy chłodzące, każdy zdolny do schłodzenia reaktora po wyłączeniu zasilania (tzn. 300% redundancja),
- szczelna obudowa bezpieczeństwa wokół reaktora,
- dodatkowy zbiornik i strefa chłodzenia na wypadek wydostania się płynnego rdzenia z reaktora,
- dwuwarstwowy betonowy mur o całkowitej grubości 2,6 metra, zaprojektowany tak, by wytrzymał uderzenie samolotu czy gwałtowny wzrost ciśnienia wewnątrz reaktora.

Prawdopodobieństwo uszkodzenia rdzenia reaktora EPR wynosi 6,1x10−7 w ciągu roku.
Union of Concerned Scientists (Zrzeszenie Zatroskanych Naukowców) uznało reaktor EPR za jedyny nowy model reaktora, którego zastosowanie w Stanach Zjednoczonych mogłoby być rozważane, i który „(…)wydaje się bezpieczniejszy i bardziej odporny na atak niż dzisiejsze reaktory”.
4 listopada 2009 r. narodowe urzędy regulacyjne ds. energii jądrowej z Francji, Finlandii i Stanów Zjednoczonych skierowały wspólny list do koncernu Areva, wskazując na poważne problemy z cyfrowymi systemami kontrolno-pomiarowymi reaktora EPR. W liście napisano:

„Problemem jest przede wszystkim zapewnienie adekwatności systemów bezpieczeństwa (używanych do kontrolowania elektrowni poza normalnymi warunkami)i ich niezależności od systemów kontroli (używanych do sterowania elektrownią w normalnych warunkach).

Niezależność jest ważna, ponieważ jeśli system bezpieczeństwa zapewnia ochronę przed awarią systemu kontroli, nie powinny one razem ulegać uszkodzeniu. Model reaktora EPR, w formie zaprezentowanej w licencjach i przez producenta, koncern Areva, nie spełnia zasady niezależności, jako że systemy kontroli i bezpieczeństwa są ze sobą w wysokim stopniu zintegrowane.”

## Elektrownia jądrowa Olkiluoto 3

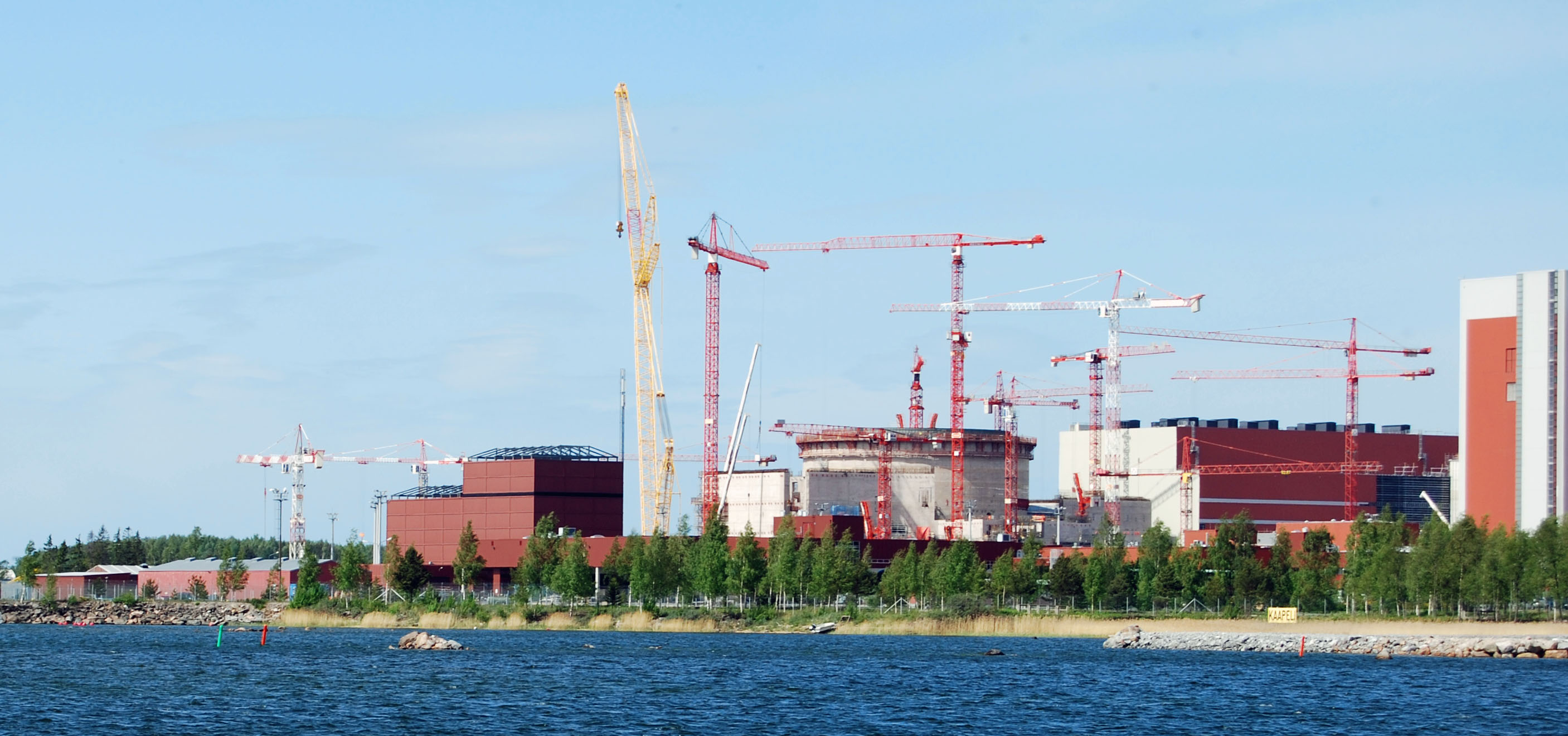
Elektrownia Olkiluoto 3 w budowie w 2009 roku

Budowa elektrowni jądrowej Olkiluoto 3 w Finlandii rozpoczęła się w sierpniu 2005 r. Początkowo miała zostać oddana do użytku w 2009 r., ale ze względu na liczne opóźnienia datę tę wielokrotnie przesuwano. W listopadzie 2018 roku przewidywano, że elektrownia ruszy w styczniu 2020.
Oczekiwano, że będzie to pierwszy reaktor EPR i pierwszy reaktor trzeciej generacji na świecie jednak w 2018 roku jako pierwszy został ukończony chiński blok Taishan 1.

### Postępy
- W maju 2006 roku zapowiedziano około roczne opóźnienia w budowie, będące skutkiem problemów kontroli jakości na terenie budowy. Częściowo opóźnienia spowodowane były brakiem nadzoru ze strony podwykonawców niedoświadczonych w budowie reaktora jądrowego[13][14]. Opóźnienia oznaczały dla Areva NP rozczarowujące wyniki finansowe. Za opóźnienia obwiniała ona podejście Finów do poprawiania dokumentacji technicznej i projektowej[15].
- W grudniu 2006 r. TVO ogłosiła, że budowa jest opóźniona o około 18 miesięcy w stosunku do planu prac, a przewidywana data zakończenia przypadnie na rok 2010-11, w związku z czym Areva nałożyła 500 milionów euro kary[16].
- Pod koniec czerwca 2007 r. ujawniono, że Säteilyturvakeskus, fińska Agencja Bezpieczeństwa Radiacyjnego i Nuklearnego, odkryła w projekcie i jego realizacji liczne braki w zakresie bezpieczeństwa[17].
- W sierpniu 2007 roku zapowiedziano dalsze opóźnienia wynikające z problemów konstrukcyjnych powstałych podczas wzmacniania budynku reaktora na wypadek uderzenia samolotu, oraz z konieczności dostarczenia odpowiedniej dokumentacji fińskim władzom[18][19].
- We wrześniu 2007 r. TVO ogłosiła, że opóźnienia w budowie wyniosą co najmniej dwa lata, a koszty przekroczą zakładany budżet o ponad 25%[20]. Według analityków dodatkowe koszty mogą wynieść nawet 1,5 miliarda euro.
- Kolejne informacje o opóźnieniach podano w październiku 2008 r., co w sumie oznaczało trzy lata zwłoki, a przewidywana data zakończenia prac przesunęła się na 2012 rok[21]. Strony w procedurze arbitrażowej miały rozwiązać spór dotyczący odpowiedzialności za opóźnienia i całkowite koszty z tytułu przekroczenia budżetu[22][23].
- W 2009 roku elektrownia miała co najmniej trzy i półroczne opóźnienie w stosunku do planu, a budżet przekroczono o ponad 50%. Areva i przedsiębiorstwo wykonawcze „toczyły zacięty spór na temat tego, kto pokryje koszty. Ponadto, istniało realne ryzyko, że przedsiębiorstwo nie wywiąże się z zobowiązań”[24]. W sierpniu 2009 r. Areva ogłosiła, że przeznaczy na budowę dodatkowe 550 milionów euro, co podniosło koszty budowy elektrowni do 5,3 miliarda euro i oznaczało utratę tymczasowych zysków operacyjnych z pierwszej połowy 2009 roku[25].
- Kopuła struktury obudowy została ukończona we wrześniu 2009 r.[26] Zakończonych zostało 90% dostaw, 80% prac inżynieryjnych oraz 73% robót budowlanych[27].
- W czerwcu 2010 r. Areva zapowiedziała dodatkowe nakłady w wysokości 400 milionów euro, łącznie więc wydano 2,7 miliarda euro ponad budżet. Termin oddania przeniesiono z czerwca 2012 r. na koniec roku[28], a elektrownia miała ruszyć w 2013 r. W informacji z września 2014 przekazanej Teollisuuden Voima Oyj (TVO), Areva-Siemens wskazała rok 2018 jako termin zakończenia budowy (13 lat opóźnienia)[29].
- Dalsze spory dotyczące płatności opóźniały prace, skutkowały one podpisaniem porozumienia w 2018 r. przewidującego uruchomienie reaktora w 2019 r., jednak już w listopadzie 2018 roku termin uruchomienia przesunięto na styczeń 2020 roku[12].

## Flamanville 3 (druga jednostka)
Budowę reaktora EPR w Elektrowni jądrowej Flamanville rozpoczęto 6 grudnia 2007 r. Będzie to trzeci reaktor w tej miejscowości i drugi reaktor typu EPR w historii. Jego wyjściowa moc elektryczna wyniesie 1630 MWe (netto), a projekt zakładał około 3,3 miliarda euro wydatków ze strony Électricité de France. Prace przebiegały w następującej kolejności:
- Od 19 października 2005 r. do 18 lutego 2006 r. projekt przedłożono krajowej debacie publicznej.
- 4 maja 2006 r. Zarząd EDF podjął decyzję o budowie.
- Pomiędzy 15 czerwca a 31 lipca 2006 r. jednostkę poddano publicznej kontroli, która zakończyła się wydaniem „pozytywnej opinii” o projekcie.
- Latem 2006 r. rozpoczęły się prace przygotowawcze.
- W grudniu 2007 r. rozpoczęła się budowa jednostki. Według przewidywań miała potrwać 54 miesiące.
- W maju 2009 profesor Stephen Thomas poinformował, że po 18 miesiącach budowy oraz serii problemów z kontrolami jakości, projekt „przekracza budżet o ponad 20%, a EDF z trudem usiłuje przestrzegać grafiku prac”[24].
- W 2010 r. EDF ogłosiła, że koszty wzrosły o 50% do 5 miliardów euro, a datę oddania do użytku przesunięto o około 2 lata, czyli na 2014 rok[32].
- W lipcu 2011 r. EDF ogłosiła, że szacowane koszty wzrosły do 6 miliardów euro a data zakończenia budowy jest opóźniona do 2016[33].
- 3 grudnia 2012 r. EDF ogłosiła, że szacunkowe koszty budowy elektrowni wzrosną do 8,5 miliarda euro, czyli będą ponad 2,5-krotnie wyższe od pierwotnie zakładanych[34].
- W listopadzie 2014 r. EDF ogłosiła, że zakończenie budowy zostanie przesunięte do 2017, ze względu na opóźnienia w dostawie komponentów przez koncern Areva[35].
- Wykrycie wad spawów i ich dalsza kontrola i naprawa przesunęła uruchomienie elektrowni na koniec 2019 roku[36].

### Protesty
- 17 marca 2007 r. antyatomowa organizacja Sortir du nucléaire zorganizowała równoczesne protesty przeciwko budowie reaktorów EPR w 5 francuskich miastach: Rennes, Lyonie, Tuluzie, Lille, i Strasburgu[37].
- 26 kwietnia 2007 r. w 21. rocznicę katastrofy w Czarnobylu ponad 30 protestujących zablokowało wejścia i przykuło się do dźwigów na placu budowy EPR we Flamanville, a niektórzy z nich pozostali tam przez 24 godziny. Naprzeciwko wejścia zaparkowano ciężarówkę, która blokowała wjazd na teren budowy[38].

### Postępy
W kwietniu 2008 r. francuska agencja bezpieczeństwa nuklearnego (Autorité de sûreté nucléaire, ASN) poinformowała, że jedna czwarta kontrolowanych spoiw stalowych okładzin drugiej obudowy bezpieczeństwa nie odpowiadała normom, a w fundamentach odnaleziono pęknięcia. EDF utrzymywała, że dokonano postępu w usuwaniu tych nieprawidłowości powstałych we wczesnej fazie budowy, jednakże 21 maja ASN zarządziła wstrzymanie wylewania betonu na placu budowy. Miesiąc później prace budowlane wznowiono, po zaakceptowaniu przez ASN planu EDF w kwestii działań naprawczych obejmujących m.in. zewnętrzne kontrole nadzorcze.
W sierpniu 2010 r. agencja regulacyjna ASN poinformowała o dalszych problemach ze spawami w stalowych okładzinach drugiej obudowy bezpieczeństwa. W listopadzie 2018 ogłoszono, że trwają prace kontrolne i naprawcze w spawach, przewiduje się, że paliwo zostanie załadowane do reaktora w IV kwartale 2019 roku.

## Taishan 1 i 2
Elektrownia jądrowa Taishan, składająca się z dwóch reaktorów EPR, każdy z nich, o mocy cieplnej reaktora 4590 MW, mocy elektrycznej generatora (moc brutto) 1750 MW, dostarczając do sieci energetycznej (moc netto) 1660 MW. Dwa reaktory Taishan są w stanie dostarczyć chińskiej sieci energetycznej do 24 TWh energii elektrycznej.
W 2006 r. odbył się przetarg w sprawie budowy czterech nowych reaktorów EPR w Chinach Koncern Constellation Energy próbował wprowadzić EPR także na rynek Stanów Zjednoczonych. W kwietniu 2006 r. Areva przegrała przetarg o budowę czterech reaktorów AP1000 z Westinghouse Electric Company, ponieważ odmówiła transferu know-how i technologii do Chin.
W lutym 2007 r. Areva wygrała inną transakcję o wartości około 5 miliardów euro, na budowę dwóch innych reaktorów zlokalizowanych w Taishan, w prowincji Guangdong w południowych Chinach, pomimo utrzymania wcześniejszych warunków. Lokalnym partnerem projektu jest China Guangdong Nuclear Power Company.
W listopadzie 2007 r. francuski prezydent Nicolas Sarkozy podpisał warty 12 miliardów dolarów kontrakt, który pozwala na budowę trzeciego i czwartego reaktora EPR w Chinach.

### Postępy
Budowa pierwszego reaktora w Taishan rozpoczęła się oficjalnie 18 listopada 2009 r., a drugiego 15 kwietnia 2010 r.
Według przewidywań budowa każdego reaktora potrwa 46 miesięcy, a więc przebiegać znacznie szybciej i niższym kosztem w porównaniu z dwoma reaktorami EPR w Finlandii i Francji.
Kluczowe etapy uruchamiania elektrowni jądrowej w Taishan:
- Blok 1:
  - 10 kwietnia 2018 – zezwolenie na załadunek paliwa
  - 6 czerwca 2018 – pierwsza reakcja łańcuchowa
  - 29 czerwca 2018 – pierwsze podłączenie do sieci energetycznej
  - 13 grudnia 2018 – rozpoczęcie komercyjnej eksploatacji
- Blok 2
  - 12 kwietnia 2019 – zezwolenie na załadunek paliwa
  - 30 maja 2019 – pierwsza reakcja łańcuchowa
  - 23 czerwca 2019 – pierwsze podłączenie do sieci energetycznej
  - 7 września 2019 – rozpoczęcie komercyjnej eksploatacji.

## Planowane elektrownie EPR

### Abu Dhabi
W marcu 2008 r. francuski prezydent Nicolas Sarkozy osiągnął porozumienie z rządem Zjednoczonych Emiratów Arabskich, które „zarysowuje ramy współpracy dla badania i możliwego użycia energii jądrowej w celach pokojowych”. Porozumienie to nie stanowiło umowy w sprawie budowy reaktora EPR przez żaden z francuskich koncernów nuklearnych, Total S.A., SUEZ czy Arevę.
W maju 2009 r. prezydent USA Barack Obama podpisał podobne porozumienie z ZEA. Porozumienie, które nie zostało jeszcze ratyfikowane przez amerykański Kongres, zobowiązuje Stany Zjednoczone do udzielenia pomocy w rozwoju pokojowego programu energii nuklearnej w ZEA. Porozumienie nie obejmowało kontraktów na budowę reaktorów ani gwarancji przyznania ich jakiemukolwiek amerykańskiemu przedsiębiorstwu.
W grudniu 2009 r. Zjednoczone Emiraty Arabskie odrzuciły zarówno amerykańskie, jak i francuskie oferty, i przyznały kontrakt na budowę czterech reaktorów (nie typu EPR) APR-1400 południowokoreańskiej grupie: Korea Electric Power Corporation, Hyundai Engineering and Construction, Samsung i Doosan Heavy Industries.
Po przegraniu tego przetargu, Areva rozważa, czy oprócz EPR nie budować mniejszych i prostszych reaktorów drugiej generacji dla państw, które dotychczas nie korzystały z energii jądrowej. Na początku 2015 żaden reaktor EPR nie był budowany w ZEA.

### Francja
Drugi francuski reaktor EPR był planowany w Penly. Prace budowlane miały się rozpocząć w 2012 r., a ich zakończenie było planowane na 2017 rok. W związku z katastrofą elektrowni w Japonii, partia Zielonych we Francji w 2011 domagała się referendum w sprawie odstąpienia od energii jądrowej. Ówczesny współprzewodniczący Grupy Zielonych w Parlamencie Europejskim Daniel Cohn-Bendit postulował powstrzymanie programu rozbudowy energetyki atomowej, zamknięcie istniejących siłowni i wspieranie sektora energii odnawialnych, wskazując m.in. na kwestie bezpieczeństwa. W 2010 EdF wstrzymała plany budowy elektrowni Penly 3 i wskazała, że nie planuje budowy żadnej elektrowni jądrowej do 2025 roku. Kraj czerpie obecnie 75% energii z atomu a przyjęty program ma obniżyć ten poziom do 50% w 2025 roku dzięki podnoszeniu efektywności energetycznej i rozwoju OZE. Średnia wieku elektrowni to 30 lat.

### Wielka Brytania
EDF oznajmiło, że we współpracy z Arevą zaproponuje rządowi Wielkiej Brytanii własny model reaktorów nuklearnych EPR. Reaktor EPR jest jednym z dwóch reaktorów podlegającym procesowi zasadniczej oceny bezpieczeństwa (Generic Design Assessment), przeprowadzanej przez Health and Safety Executive. Drugim jest reaktor AP1000 Westinghouse.
Przedsiębiorstwo energetyczne EDF, w dużej mierze zdominowane przez państwo francuskie, chce zbudować 4 nowe reaktory EDF w Wielkiej Brytanii, co jest przedmiotem odpowiedniej analizy finansowej. Rząd uważa, że należy ustalić bazowe ceny węgla, aby zachęcić EDF do przeznaczenia funduszy na ten projekt. Brytyjski dozór jądrowy (Nuclear Installations Inspectorate), oddział Health and Safety Executive, oraz zespół ewaluacyjny Generic Design Assessment oczekują, że w czerwcu 2011 r. zostanie wydane potwierdzenie przyjęcia tymczasowego projektu EPR (DAC), a niektóre sprawy dotyczące kontroli EPR i systemów obsługujących pozostawione będą do późniejszego rozwiązania. Na początku 2015 żaden reaktor EPR nie był budowany w Wielkiej Brytanii.

### Stany Zjednoczone
Obok AP1000 i ESBWR, amerykański EPR jest jednym z głównych konkurentów dla następnej generacji elektrowni jądrowych w Stanach Zjednoczonych. Obecnie jest w trakcie procesu przeglądowego Design Certification Application Review w amerykańskiej Nuklearnej Komisji Regulacyjnej (NRC), a według przewidywań wniosek o zaaprobowanie ostatecznego projektu i zatwierdzenie standardów ma zostać złożony 14 grudnia 2007 r. Przedsiębiorstwa UniStar, Amarillo Power, PPL Corp oraz AmerenUE zapowiedziały, że w 2008 r. wypełnią wniosek o licencję na budowę i obsługiwanie amerykańskiego reaktora EPR w Callaway. UniStar wypełnił częściowy wniosek w lipcu 2007 r. dla proponowanej trzeciej jednostki w elektrowni jądrowej Calvert Cliffs w stanie Maryland. Zarówno UniStar, jak i Amarillo Power wyraziły zainteresowanie budową dwóch reaktorów, podczas gdy AmerenUE przedstawił plany tylko dla jednego reaktora.
W październiku 2008 r. Areva ogłosiła, że podejmie współpracę z amerykańską firmą z branży obrony Northtrop Grumman w celu budowy w porcie Northtrop Grumman w Wirginii obiektu zajmującego się konstrukcją modułów i zespołów dla reaktorów EPR. Przedsiębiorstwo o wartości 380 milionów ruszy w 2012 r.
W kwietniu 2009 r. władze legislacyjne Missouri zainterweniowały w fazie wstępnej, skłaniając AmerenUE do zawieszenia planów budowy reaktora.
W lipcu 2010 r. grupa Constellation Energy obcięła dofinansowanie dla UniStar na elektrownię jądrową Calvert Cliffs z powodu niepewności gwarancji kredytowych udzielanych przez amerykański Departament Energii, a następnie wycofała się z projektu. Na początku 2015 żaden reaktor EPR nie był budowany w USA.

### Indie
W lutym 2009 r. Nuclear Power Corporation of India podpisała memorandum o porozumieniu (memorandum of understanding, MOU) z Arevą w sprawie budowy dwóch reaktorów o mocy 1650 MWe w Jaitapur w Maharasztrze. Na początku 2015 roku żaden reaktor EPR nie był budowany w Indiach.

### Włochy
24 lutego 2009 r. Włochy i Francja podpisały porozumienie o rozwoju, budowie i wstępnym rozmieszczeniu czterech elektrowni jądrowych EPR we Włoszech, z których pierwsza miała ruszyć w 2020 r. Celem było pokrycie 25% krajowego zapotrzebowania na energię elektryczną produkcją energii nuklearnej, co miało doprowadzić do zmniejszenia zależności Włoch od importu paliw kopalnych. W czerwcu 2011 roku obywatele zdecydowali w ogólnokrajowym referendum, że Włochy pozostaną krajem bez elektrowni jądrowych, natomiast uniezależnienie od importu paliw kopalnych realizują poprzez rozwój odnawialnych źródeł energii.

## Kontrowersje w branży nuklearnej
W kwietniu 2011 r. prokuratura w Norymberdze wysunęła zarzuty wobec niemieckiego oddziału Areva NP należącego do koncernu Areva, największego dostawcy urządzeń i usług dla energetyki jądrowej na świecie. Osiem osób, w tym pięciu obecnych i byłych pracowników niemieckiej Arevy, podejrzewa się o korupcję i sprzeniewierzenie, polegające na wykorzystywaniu środków firmy za granicą w celu uzyskania przewagi nad konkurentami. O ile śledztwo dotyczy spółki współpracującej z Areva, to może niekorzystnie odbić się na popularności całego koncernu.
Podobne śledztwa wytoczono także wobec konkurentów Arevy. W 2008 roku Siemens AG zapłacił 1,6 mld dolarów w ramach ugody w związku z podejrzeniami o korupcję w Stanach Zjednoczonych i Europie, a w 2010 r. w oddzielnym procesie o łapownictwo aresztowano trzech dyrektorów wykonawczych koncernu Alstom SA.
Rozwój energetyki jądrowej może zostać powstrzymany także w wyniku nieprawidłowości w japońskim sektorze nuklearnym ujawnionych przez WikiLeaks. „Guardian” opublikował, że zdaniem posła Taro Kono japońskie resorty gospodarki, handlu i przemysłu utrzymują przestarzałe standardy radioaktywności, hamują rozwój sektora energii odnawialnych, nie rozwiązały kwestii składowania odpadów oraz tuszowały fakty dot. incydentów atomowych oraz rzeczywistych kosztów i wad elektrowni nuklearnych.